# Miguel Heidemann
Miguel Heidemann (Treviri, 27 gennaio 1998) è un ciclista su strada tedesco che corre per il REMBE-rad-net Pro Cycling Team, due volte campione nazionale Under-23 a cronometro e vincitore del titolo europeo 2020 nella staffetta mista.

## Palmarès
- 2019 (Herrmann Radteam, una vittoria)

Campionati tedeschi, Prova a cronometro Under-23
- 2020 (Leopard Pro Cycling, una vittoria)

Campionati tedeschi, Prova a cronometro Under-23

### Altri successi
- 2018 (Herrmann Radteam)

Campionati tedeschi, Cronosquadre Elite
- 2019 (Herrmann Radteam)

Classifica scalatori Istrian Spring Trophy
Campionati tedeschi, Cronometro a squadre
- 2020 (Leopard Pro Cycling)

Campionati europei, Staffetta mista (con la Nazionale tedesca)
Blausteiner Rundstreckrenne
- 2021 (Leopard Pro Cycling)

Classifica traguardi volanti Istrian Spring Trophy
- 2023 (Leopard TOGT Pro Cycling)

3 Nationen Preis Rund um den Lousberg
Rund um Merken
- 2024 (Team Felt Felbermayr)

Rad am Ring

## Piazzamenti

### Competizioni mondiali
- Campionati del mondo

Yorkshire 2019 - Cronometro Under-23: 25º
Yorkshire 2019 - In linea Under-23: 51º
Wollongong 2022 - Cronometro Elite: 20º
Wollongong 2022 - In linea Elite: ritirato
Wollongong 2022 - Staffetta: 4º
Glasgow 2023 - Staffetta: 3º
Zurigo 2024 - Staffetta: 2º
Zurigo 2024 - Cronometro Elite: 20º

### Competizioni europee
- Campionati europei

Plouay 2020 - Cronometro Under-23: 11º
Plouay 2020 - Staffetta mista: vincitore
Trento 2021 - Staffetta mista: 2º
Trento 2021 - Cronometro Elite: 16º
Trento 2021 - In linea Elite: ritirato
Monaco di Baviera 2022 - Cronometro Elite: 16º
Drenthe 2023 - Cronometro Elite: 21º
Drenthe 2023 - Staffetta mista Elite: 3º
Drenthe 2023 - In linea Elite: 79º